# 1960 en Algérie
 (octobre 2019).
Si vous disposez d'ouvrages ou d'articles de référence ou si vous connaissez des sites web de qualité traitant du thème abordé ici, merci de compléter l'article en donnant les références utiles à sa vérifiabilité et en les liant à la section « Notes et références ».
Chronologie de l’Algérie
- 1956
- 1957
- 1958
- 1959
- 1960
- 1961
- 1962
- 1963
- 1964

Cette page recense des événements qui se sont produits durant l'année 1960 en Algérie.

## Événements
- 24 janvier - 1er février : en Algérie, « semaine des barricades » à Alger après la destitution du général Massu (19 janvier. Une fusillade fait 20 morts[1].

- 2 février : en France, concernant l'Algérie, l'Assemblée nationale vote les pleins pouvoirs au gouvernement Michel Debré pour un an.
- 11 février: création de l'Organisation de l'armée secrète connue par le sigle OAS, est une organisation politico-militaire clandestine française pour la défense de la présence française en Algérie par tous les moyens, y compris le terrorisme à grande échelle.
- 13 février : la France fait exploser gerboise bleue, sa première bombe atomique à Reggane, dans le Sahara[2]. Le Maroc proteste énergiquement. Elle est suivie de gerboise blanche (1er avril) et gerboise rouge (27 décembre).

- 3-5 mars : voyage d’inspection de trois jours en Algérie du général de Gaulle. Au cours de cette « tournée des popotes », il déclare que la question algérienne ne pourra être réglée qu’après la victoire des armées françaises[1].

- 1er avril : Gerboise blanche, nom de code du second essai nucléaire français tiré au Centre saharien d’expérimentation militaire (CESM) de Reggane, en Algérie française.

- 10 juin : rencontre secrète à l’Élysée entre de Gaulle et Si Salah, le chef de la wilaya IV. dans le cadre de l’opération Tilsitt, tentative de la part du gouvernement français de négocier une paix séparée[1].

- 14 juin : de Gaulle se prononce pour « l’Algérie algérienne » et invite les « dirigeants de l'insurrection » à venir en France négocier la sortie de la crise[1].

- 5 septembre :Le général de Gaulle affirme que « l’Algérie algérienne est en marche »[1].

- 6 septembre : 121 personnes, dont Jean-Paul Sartre, signent un manifeste pour défendre le droit à l’insoumission dans la guerre d’Algérie[3]. Cette déclaration fait scandale.
- 4 novembre :
  - le Président français Charles de Gaulle annonce à la télévision algérienne un référendum sur l'autodétermination de l'Algérie (8 janvier 1961).
  - de Gaulle se prononce pour « la République algérienne »[1].
- 9 décembre - 13 décembre : manifestations contre De Gaulle lors de son voyage à Alger et à Oran[1]. 120 morts (dont 8 Européens) selon le bilan officiel.
- 14 décembre : adoption à l’assemblée générale de l’ONU d’une « déclaration sur l’octroi de l’indépendance aux peuples colonisés »[4]. Un Comité de décolonisation sera créé en 1961.
- 27 décembre : la France procède à son troisième tir nucléaire; "Gerboise rouge", à Reggane au Sahara[5].

## Économie et société
- Le dispositif militaire français atteint son niveau maximum en Algérie. Près de 750 000 hommes (500 000 soldats de l'armée française et leurs alliés musulmans) sont engagés en Algérie. La guerre absorbe 1/4 du budget de la nation. L'armée a perdu plus de 150 000 soldats (tués et blessés) depuis 1954.
- 210 000 musulmans combattent au côté de l'armée française en Algérie.

## Naissances en 1960
- 10 février : Mohamed Seddik Mokrani, footballeur algérien.
- 22 juillet : Djamel Menad, footballeur algérien († 22 mars 2025).